# Polygala alpestris
Polygala alpestris es una especie de Magnoliopsida del género Polygala, de la familia Polygalaceae, del orden Fabales.

## Taxonomía
Fue descrita científicamente por Ludwig Reichenbach. Fue publicado por primera vez en Iconogr. Bot. Pl. Crit. 1: 25 (1823)